# Norman Levinson
Norman Levinson (sinh ngày 11.8.1912 tại Lynn, Massachusetts; từ trần ngày 10.10.1975 tại Boston) là nhà toán học người Mỹ.

## Cuộc đời và Sự nghiệp
Ông đậu bằng cử nhân và thạc sĩ ngành công trình điện ở Học viện Công nghệ Massachusetts năm 1934, nơi ông học dưới sự hướng dẫn của Norbert Wiener và học hầu hết mọi giáo trình toán học. Ông được Học viện Công nghệ Massachusetts cấp cho học bổng Redfield Proctor để sang nghiên cứu ở Đại học Cambridge, với sự bảo đảm là Học viện Công nghệ Massachusetts sẽ cấp bằng tiến sĩ cho ông khi trở về, bất kể kết quả nghiên cứu ở Đại học Cambridge ra sao. Ngay trong 4 tháng đầu ở Đại học Cambridge, ông đã viết xong 2 bài khảo cứu. Năm 1935, Học viện Công nghệ Massachusetts cấp cho ông bằng tiến sĩ toán học. 
Một số các đóng góp chính của ông là việc nghiên cứu các biến đổi Fourier, giải tích phức, phương trình vi phân phi tuyến, lý thuyết số, và xử lý tín hiệu (signal processing). Ban đầu ông cộng tác mật thiết với Norbert Wiener. Năm 1937, ông tham gia ban giảng huấn của Học viện Công nghệ Massachusetts. Năm 1954, ông được thưởng giải tưởng niệm Bôcher của Hội Toán học Hoa Kỳ và năm 1971 ông đoạt giải Chauvenet. Năm 1974 ông xuất bản một bài khảo cứu, chứng minh là trên một phần ba (1/3) các số O của hàm zeta Riemann nằm trên đường tới hạn (critical line), một kết quả mà sau này được Conrey nâng lên thành hai phần năm (2/5).
Ông từ trần năm 1975 do bị một khối u ở não.